# Lukas Desax
Lukas Desax (* 1999) ist ein Schweizer Unihockeyspieler, der beim Nationalliga-A-Verein Chur Unihockey unter Vertrag steht.

## Karriere
Desax durchlief die Nachwuchsabteilung von Chur Unihockey und debütierte 2018/19 erstmals in der ersten Mannschaft. Ab 2019 war er anschliessend fixer Bestandteil der ersten Mannschaft. Nach zwei Saisons bei Chur und wenig Spielzeit wechselte Desax im 2021 zum Partnerverein UHC Sarganserland in die Nationalliga B.